# Long-Term Capital Management
Long-Term Capital Management L. P. (LTCM) byl hedge fond, který založil John Meriwether (bývalý místopředseda a zodpovědná osoba za obchodování s dluhopisy u Salomon Brothers). Mezi řediteli fondu byli i nositelé Nobelovy ceny za ekonomii Myron Scholes a Robert C. Merton, kteří obdrželi tuto cenu za rok 1997. Další známou osobností byl David Mullins, bývalý člen Fedu. Aktivity fondu ohrozily na konci dvacátého století finanční systém. Master hedge fond s názvem Long-Term Capital Portfolio L.P. zkolaboval na konci 20. století a vedl k dohodě z 23. září, kterou uzavřelo 16 (někde je uváděn počet 15 – ) velkých finančních institucí, mezi nimi Bankers Trust, Barclays, Bear Stearns, Chase Manhattan Bank, Crédit Agricole, Credit Suisse First Boston, Deutsche Bank, Goldman Sachs, JPMorgan Chase, Lehman Brothers, Merrill Lynch, Morgan Stanley, BNP Paribas, Salomon Smith Barney, Société Générale, a UBS a to vše pod dohledem FED. LTCM spravoval finance asi 100 zákazníků, pracovalo pro něj zhruba 200 zaměstnanců a spravoval kapitál ve výši 126 miliard USD. Vstupní poplatek do fondu činil 10 mil USD. Investorům nebylo povoleno si vybrat po tři roky peníze ani jim nebylo dovoleno získat informace týkající se typu investice LTCM. Do fondu investovalo velké množství bank a penzijních fondů. 
Strategie LTCM byla jeho zástupci popisována jako zaměření se na příležitosti k cenovým arbitrážím, využívání krátkodobých tržních anomálií relativně k dlouhodobým rovnovážným cenám, atd. Jeho nástrojem k vysokým zisků a následně i nástrojem jeho zkázy bylo využívání "vysoké páky". Argumentem pro vysokou páku bylo to, že investice fondu jsou velmi málo rizikové – v principu zajištěné (tedy skutečně “hedged”) využíváním málorizikových příležitostí k arbitráži (Myron Scholes údajně přirovnával operace LTCM k obrovskému vysavači, který soustavně vysává drobné z trhů po celém světě). 